# Олимпийский стадион (Кортина-д’Ампеццо)
Олимпийский ледовый стадион (итал. Stadio Olimpico del Ghiaccio) — открытый трёхъярусный стадион в Кортина-д’Ампеццо, Италия. Являлся главным стадионом VII зимней Олимпиады, которая прошла в январе—феврале 1956 года. На стадионе проходили церемонии открытия и закрытия Игр, а также соревнования по фигурному катанию и хоккею с шайбой. В настоящий момент используется как хоккейная площадка. Является первым олимпийским стадионом, с которого велась телевизионная трансляция.
Позднее была надстроена крыша.
С 1955 по 2003 год, являлся домашней площадкой для хоккейного клуба «Sportivi Ghiaccio Cortina», выступающего в высшем дивизионе чемпионата Италии по хоккею.
На стадионе проходила часть съёмок фильма 1981 года о Джеймсе Бонде «Только для твоих глаз».
Во время зимних Олимпийских игр 2026 года стадион примет соревнования по кёрлингу. Также здесь пройдут соревнования по кёрлингу на колясках на Паралимпийских играх 2026 года, а также церемония закрытия Паралимпийских игр.